# مارفن ألين
مارفن ألين (بالإنجليزية: Marvin Allen)‏ هو لاعب كرة قدم أمريكية أمريكي، ولد في 23 نوفمبر 1965 في ويتشيتا فولز في الولايات المتحدة.